# Hemirrhagus pernix
Hemirrhagus pernix är en spindelart som först beskrevs av Anton Ausserer 1875.  Hemirrhagus pernix ingår i släktet Hemirrhagus och familjen fågelspindlar. Inga underarter finns listade i Catalogue of Life.